# Seymour Hans Sohmer
Seymour Hans Sohmer (1941 ) es un botánico, y curador estadounidense, que ha trabajado en taxonomía de las familia Rubiaceae con énfasis en Psychotria, en el Instituto de Investigación Botánica de Texas, en Fort Worth, su actual director.
Ha realizado expediciones botánicas por Caribe (República Dominicana) Australasia (Papua Nueva Guinea) Región India (Sri Lanka) y a Norteamérica (México, Estados Unidos).

## Algunas publicaciones
- 1978. Tropical Biology. 6 pp.

- 1975. Distribution of the Ceylonese Collection. Contributions from the Herbarium 9, 17 pp.

### Libros
- 2007. The Genus Psychotria (Rubiaceae) in the Philippine Archipelago. Sida 27, botanical miscellany, ISSN 0883-1475 Con Aaron P. Davis. Ed. Botanical Res. Institute of Texas, 247 pp. ISBN 1889878154, ISBN 9781889878157

- 1987. Plants and Flowers of Hawai_i. Eds. Seymour H. Sohmer, R. Gustafson. Fotos de R. Gustafson, ed. ilustr. de Univ. Hawaii Press, 160 pp. ISBN 0824810961, ISBN 9780824810962

- 1971. A Revision of the Genus Charpentiera (Amaranthaceae). Tesis 429 para el grado de Doctor de Filosofía, 482 pp.

- 1966. Taxonomical and Cytological Studies of Some Cultivars of Manihot Esculenta Crantz. Ed. Univ. of Tennessee, 104 pp.

## Honores

### Eponimia
- (Rubiaceae) Psychotria sohmeri M.Kiehn[6]
- La abreviatura «Sohmer» se emplea para indicar a Seymour Hans Sohmer como autoridad en la descripción y clasificación científica de los vegetales.[7]